# Dennis Grabosch
Dennis Grabosch (ur. 2 marca 1978 w Wedel, Szlezwik-Holsztyn) – niemiecki aktor.

## Kariera
W 1991 wygrał prestiżowy niemiecki konkurs dla scenarzystów Tele 5 dzięki przygotowanej przez siebie krótkiej historii pt. Pierwszy pocałunek (Der erste Kuß). Ze swoimi przyjaciółmi pisał i realizował liczne projekty teatralne i filmowe. W 2005 napisał także scenariusz do filmu Sześćset trzydzieści cztery (Sechshundertzweiunddreißig) dla niemieckiej aktorki Katji Studs.
W 1992 pojawił się w komedii Maxa Frischa Biografia: gra (Biographie: Ein Spiel) w Ludwig-Meyn-Gymnasium w Uetersen.
Od 4 września 2006 gra rolę homoseksualnego tancerza na lodzie – Romana Wilda w znanej operze mydlanej – To, co najważniejsze (Alles was zählt), emitowanej od poniedziałku do piątku na RTL. 
W 2007 wyreżyserował film krótkometrażowy Wszystko o mojej mamie (Everything about my Mum) z Davidem Imperiem.
W lutym 2015 wystąpił w Porn - The Musical, dramacie narracyjnym wystawianym w berlińskim Schwules Museum.

## Życie prywatne
Dennis Grabosch ma dwóch braci. Otwarcie przyznaje się do swego homoseksualizmu. Kiedyś został pobity w homofobicznym napadzie. W 2007 poślubił Brenta Magee, psychologa. Początkowo mieszkali w Kolonii, zanim przenieśli się do Londynu. 

## Filmografia

### Filmy
- 1996: Crash Kids jako bezimienny dzieciak
- 1998: Koerbers Akte: Rollenspiel (TV) jako Achim
- 2000: Verlorene Kinder (TV) jako Lotze Werner
- 2000: Schneller als der Zug (film krótkometrażowy) jako Erik
- 2000: Meine Mutter, meine Rivalin (TV) jako Peter
- 2002: Zwischen den Sternen jako Chris
- 2002: Der Wannsee-Mörder (TV) jako Lukas Andersen
- 2002: Przywódca (Führer Ex) jako Olaf
- 2007: Rockende Helden (film krótkometrażowy) jako Er

### Seriale TV
- 1996: Unter Uns (Między nami) jako Bob Kramer
- 1997: Pierwsza miłość (First Love - Die große Liebe) jako Nottker
- 1997: Der Mordsfilm jako Daniel Münter
- 1997: Tatort: Bombenstimmung jako Hubert Kamphofen
- 1997: Einsatz Hamburg Süd jako Harry
- 1997: Die Kids von Berlin jako Peter
- 1997: Sprawa dla dwóch (Ein Fall für zwei) jako Oliver Zenker
- 1998: Schloßhotel Orth jako Tom Behringer
- 1998: Dr. Monika Lindt - Kinderärztin, Geliebte, Mutter jako Olli Kroll
- 1998: Heimatgeschichten jako Freddie
- 1998: Lisa Falk - Eine Frau für alle Fälle jako Nick Brenner
- 1999: SOKO München jako Markus Lechner
- 1999: Drei mit Herz jako Sven Michaelsen
- 1999: Evelyn Hamann's Geschichten aus dem Leben jako Benjamin
- 2000: Tatort: Einmal täglich jako Tobias Helberg
- 2000: Doppelter Einsatz jako Benjamin Kerner
- 2000: Küstenwache jako Till
- 2000: Komisarz Rex (Kommissar Rex: Jagd nach dem ewigen Leben) jako Sascha Lerchner
- 2001: Die Kommissarin jako Malte Bach
- 2001: Für alle Fälle Stefanie jako Uwe Müller
- 2002: Nasz Charly (Unser Charly) jako Frank Bach
- 2002: Abschnitt 40: Kopflos jako Pan Friedrich
- 2002–2003: Wolffs Revier jako Bernd Schäfer
- 2003: Telefon 110 (Polizeiruf 110: Pech und Schwefel)
- 2004: SOKO München jako Harry
- 2005: Die Rettungsflieger jako Michael Freidel
- 2006–2011: To, co najważniejsze (Alles was zählt) jako Roman Wild
- 2007: Tatort: Der Traum von der Au Pierre Traublinger